# Jacques Rebotier
Pour les articles homonymes, voir Rebotier.
 (août 2024).
La mise en forme du texte ne suit pas les recommandations de Wikipédia : il faut le « wikifier ».
Les points d'amélioration suivants sont les cas les plus fréquents. Le détail des points à revoir est peut-être précisé sur la page de discussion.
- Les titres sont pré-formatés par le logiciel. Ils ne sont ni en capitales, ni en gras.
- Le texte ne doit pas être écrit en capitales (les noms de famille non plus), ni en gras, ni en italique, ni en « petit »…
- Le gras n'est utilisé que pour surligner le titre de l'article dans l'introduction, une seule fois.
- L'italique est rarement utilisé : mots en langue étrangère, titres d'œuvres, noms de bateaux, etc.
- Les citations ne sont pas en italique mais en corps de texte normal. Elles sont entourées par des guillemets français : « et ».
- Les listes à puces sont à éviter, des paragraphes rédigés étant largement préférés. Les tableaux sont à réserver à la présentation de données structurées (résultats, etc.).
- Les appels de note de bas de page (petits chiffres en exposant, introduits par l'outil «  Source ») sont à placer entre la fin de phrase et le point final[comme ça].
- Les liens internes (vers d'autres articles de Wikipédia) sont à choisir avec parcimonie. Créez des liens vers des articles approfondissant le sujet. Les termes génériques sans rapport avec le sujet sont à éviter, ainsi que les répétitions de liens vers un même terme.
- Les liens externes sont à placer uniquement dans une section « Liens externes », à la fin de l'article. Ces liens sont à choisir avec parcimonie suivant les règles définies. Si un lien sert de source à l'article, son insertion dans le texte est à faire par les notes de bas de page.
- La présentation des références doit suivre les conventions bibliographiques. Il est recommandé d'utiliser les modèles {{Ouvrage}}, {{Chapitre}}, {{Article}}, {{Lien web}} et/ou {{Bibliographie}}. Le mode d'édition visuel peut mettre en forme automatiquement les références.
- Insérer une infobox (cadre d'informations à droite) n'est pas obligatoire pour parachever la mise en page.

Pour une aide détaillée, merci de consulter Aide:Wikification.
Si vous pensez que ces points ont été résolus, vous pouvez retirer ce bandeau et améliorer la mise en forme d'un autre article.
 (mars 2023).
Jacques Rebotier, né le 7 mars 1947, est un écrivain, poète, compositeur, performeur et metteur en scène français,.

## Biographie
Après des études de composition musicale au Conservatoire de Paris, Jacques Rebotier enseigne l'analyse et l'écriture musicale à l'Université Paris-Sorbonne, dirige des chorales et assure la programmation et de l'animation de la musicale de la ville de Sarcelles. En 1981, dirige le Conservatoire de Levallois-Perret avant de rejoindre en 1982 le Ministère de la Culture en tant qu'inspecteur principal de la musique, responsable de la région Île-de-France. Il quitte son poste pour se consacrer entièrement à la création en 1987 et fonde en 1992 la Compagnie voQue, ensemble de musique et compagnie verbale, compagnie indépendante conventionnée par la DRAC Île-de-France à l'origine de nombreuses créations en France et à l'étranger .

## Prix et distinctions
- Grand Prix  des Poètes de la SACEM en 2001[7]

- Prix de la SACD 2010, catégorie Musique [8]

- Prix des Découvreurs 2010 pour Description de l'omme - encyclopédie éditions Verticales [9]

- Prix des lycéens et des apprentis de la Région Île-de-France 2014[10] pour 22, Placards ! éditions Æncrages & Co,

## Théâtre

### Spectacles (texte, musique et mise en scène de Jacques Rebotier)
- 1989 - Aphorismes et Périls avec Michael Lonsdale, Céline Nessi, Sylvain Frydman, Marianne Delafon et Christophe Roy à  l'ATEM (Bagnolet) ;
- 1990 - Des équivoques de la voix avec Jacques Rebotier au Festival Nouvelles Scènes (Dijon)
- 1991 - La voix du tube[11] avec Elise Caron, Pierre Charial, Jacques Rebotier à La Manufacture (Colmar)
- 1991 - Concert-Portrait avec Elise Caron, Michael Lonsdale, Sylvain Frydman, Eve Payeur, Christophe Roy, Gaston Sylvestre, Gérard Buquet, Frédéric Stochl et Jacques Rebotier à l'Opéra Bastille (Paris)
- 1992 - La musique adoucit les sons[12] avec Véronique Azoulay, Philippe Arrii-Blachette, Sylvain Frydman, Juliette Hurel, Christine Lagniel, Nicolas Paul, Eve Payeur à la Scène Nationale de Mâcon
- 1993 - Réponse à la question précédente avec Vincent Ozanon, Marie Pillet, Virginie Rochetti, Emmanuelle Zoll au Théâtre de l'Athénée (Paris) ; reprise Théâtre National de Strasbourg (1994), Théâtre de la Bastille (Paris, 1998)
- 1994 - La Vie est courbe avec Bernard Ménez et Martine Schambacher au Quartz (Brest) ; reprise Théâtre de l'Athénée (Paris)
- 1994 - Qu'est-ce qui vous intéresse au juste ? avec Georges Appaix, Marianne Delafon, Pascale Luce, Claudia Trozzi, Jacques Rebotier au Quartz (Brest) ; reprise : Théâtre de la Bastille (Paris)
- 1996 - Vengeance tardive avec Jean-Claude Bolle-Redat, Assia Dnednia-Walker, Alain Fromager, Stephan Koziak, Sylvie Milhaud, Jean-François Perrier au Théâtre National de Strasbourg
- 1996 - Quelques nouvelles du facteur avec Vincent Berger, Gérard Buquet, Pascal Contet, Virginie Michaud, Virginie Rochetti au Théâtre du Quartz (Brest) ; reprises Centre Georges Pompidou (Paris)
- 1997 - 22 Panneaux de mémoire (in Memento de François Verret) avec Marco Berettini, Frédérique Bruyas, Claudia Trozzi, Pierre Baux aux Laboratoires d'Aubervilliers
- 1999 - Zoo Muzique avec 18 musiciens-parlants, 1 danseur, 1 jongleur, créée par l'Ensemble 2E2M au Festival 38e Rugissants (Grenoble). Tournée et reprises (+ de 100 dates)
- 2000 - Frontière, frontière / Grenze-Grenze avec Aurélie Youlia et Juan Cocho au Théâtre Am Ring (Saarlouis / Allemagne)
- 2002 - Les ouvertures sont avec Éric Frey et Océane Mozas au Théâtre Nanterre-Amandiers
- 2002 - Merci Douglas, bonsoir avec Eric Frey, Maryseult Wieczorek, Jean Delescluse et 3 musiciens au Théâtre 71 (Malakoff)
- 2004 - Description de l'omme avec Rodrigo Benza, Alain Fromager, Erick Garcia, Shinya Hashimoto, Karen Spano, Éric Frey et Océane Mozas à La Chartreuse (Villeneuve-lès-Avignon)
- 2004 - Contre les bêtes avec Alain Fromager à La Chartreuse (Villeneuve-lès-Avignon)
- 2005 - La Tragédie de Pluto avec Sarah Fourage, Céline Masol, Renaud Bertin et Jean Delescluse au Théâtre des 13 vents (Montpellier)
- 2006 - De l'omme avec Renaud Bertin, Elise Caron, Jean Delescluse, Sarah Fourage, Anne Gouraud et Gilles Privat au Théâtre national de Chaillot (Paris)
- 2008 - Le Cycle de l'omme, une tétralogie[13] : La Revanche du dodo création avec Caroline Espargilière, Grégoire Oestermann, Anne Gouraud, Marie Payen et Virginie Rochetti , La Tragédie de Pluto, De l'omme[14], au Théâtre Gérard Philipe, à Saint-Denis[15]
- 2008 - Les Trois jours de la queue du dragon avec Jacques Bona, Laurent Boulanger, Jérôme Hilaire et Olivier Voize à l'Opéra Bastille (Paris) ;
- 2009 - L'Oreille droite spectacle pour pianiste acteur avec Alexandre Tharaud au Théâtre du Rideau (Bruxelles)
- 2009 - La Dînette des amants avec Christine Brammeier, Jean-Pierre Gros, Monique Ditisheim, Nathalie Sandoz, Jean-François Michelet, Mathieu Loth au Théâtre du Pommier (Neuchâtel)
- 2010 - Vous avez la parole, vous avez ma parole ! avec Jacques Rebotier et l'Ensemble Court-Circuit au Festival Novelum (Toulouse)
- 2010 - Mon petit marché avec Renaud Bertin, Elise Caron, Anne Gouraud et Jacques Rebotier au CDNOI (Saint Denis de la Réunion)
- 2012 - Les 3 Parques m'attendent dans le parking avec Vimala Pons, Nicole Genovese et Caroline Espargilière au Théâtre Nanterre-Amandiers ;
- 2012 - 47 autobiographies avec Jacques Rebotier à la Maison de la poésie (Paris)
- 2012 - Rebotier dit Contre les bêtes avec Jacques Rebotier à la Maison de la poésie (Paris)
- 2013 - Le Cabaret de la dernière chance avec Maxime Morel, Vincent Leterme, Elissa Humanes, Renaud Bertin, Jacques Rebotier à L'Apostrophe (Cergy-Pontoise)
- 2013 - Héraclite et Démocrite avec Virginie Rochetti et Jacques Rebotier à L'Apostrophe (Cergy-Pontoise)
- 2014 - Mon Saumon a de la chance pour violoncelliste et contrebassiste acteurs, live et sons fixés, avec Charlotte Testu et Sarah Givelet au Théâtre Dunois (Paris)
- 2016 - Chansons climatiques et sentimentales avec Jacques Rebotier, Anne Le Pape, Apolline Kirklar, Séverine Morfin et Anne Gouraud au Théâtre Joliette-Minoterie (Marseille)
- 2018 - Contra las bestias avec Odille Lauria au Foro Thayy (Lerma, Mexique). Tournée au Mexique

### Mises en scène
- 1993 - Qui est là ? de Jean Tardieu au Centre Georges Pompidou (Paris)
- 1997 - Éloge de l'ombre de Junichiro Tanizaki avec Dominique Reymond au Théâtre Nanterre-Amandiers. Reprise au Théâtre national de Strasbourg et au Théâtre Nanterre-Amandiers (1998)
- 2003 Le Jeu de la feuillée d'Adam de la Halle avec Olivier Augrond, Sylvia Bergé, Jean Dautremay, Jérémie Lippman, Alain Pralon, Julie Sicard, Fanny Soriano et Marc Duvernois à la Comédie-Française-Théâtre du Vieux-Colombier (Paris)

### Créations dans le cadre de sortie de formations nationales
- 1994 - Sortir de ce corps avec les élèves du groupe 29 au Théâtre National de Strasbourg
- 1998 - (Voir plus haut) avec les élèves de l'École Supérieure des Arts du Cirque CNAC (Châlons-en-Champagne). Reprise au Parc de la Villette (Paris) et au Festival d'Avignon
- 2008 - Ma vie est un roman qui m'intéresse beaucoup avec les élèves du CNSAD (Paris)

### Performances
- 1990 - Sortir de ce corps par Jacques Rebotier au Centre Georges Pompidou (Paris)
- 1991 - Une visite imaginaire par Jacques Rebotier au Musée des Ursulines de Mâcon
- 1991 - Sept bouteilles à la mer par Jacques Rebotier au Festival d'Évreux
- 1992 - Le Cours de la langue par Jacques Rebotier au Centre Georges Pompidou (Paris)
- 1993 - Jacques Rebotier parle du coucher au lever du soleil au Festival d'Avignon
- 1995 - La chambre de veille / 24 heures de parole par Jacques Rebotier au Phare de Kéréon
- 1995 - L'annonce au téléphone, pièce pour répondeur par Jacques Rebotier, Les Poulpes anymes (Marseille)
- 1996 - Sans les mains, sous les pieds, plus si affinités par Jacques Rebotier au Théâtre du Rond-Point (Paris)
- 1997 - Phrases sauvées des galets par Jacques Rebotier en collaboration avec Virginie Rochetti à Fécamp
- 1997 - Sept menus du jour par Jacques Rebotier au Festival La Mousson d'été (Pont-à-Mousson)
- 2016 - Word music avec Philippe Nahon, Maxime Morel, Perinne Pennel, Lila Verdi, Igor Sermenoff, Elsa Moatti, Hélène Dessaint, Elisa Huteau, Anne Gouraud, Jacques Rebotier et les élèves de l'École Supérieure Musique et danse Nord de France à l'Opéra de Lille dans le cadre des journées Happy days. Programme complet

## Œuvres littéraires
Jacques Rebotier est l'auteur d'une trentaine de livres parmi lesquels :
- 1988 - P(l)ages éditions Brandes (avec une gravure de Jean Clerté)[16]
- 1988 - Brève éditions Brandes
- 1989 - Le Chant très obscur de la langue éditions Ulysse fin de siècle[17]
- 1990 - Sortir de ce corps éditions Créaphis[18]
- 1990 - Sentences éditions Brandes
- 1991 - L'Ombre de l'homme éditions Brandes
- 1993 - Sept circonvolutions éditions Brandes[19]
- 1993 - Litanie des certitudes éditions Brandes[20]
- 1994 - Litanie du correcteur éditions Brandes[21]
- 1994 - Que le mot pas éditions Rouleau Libre[22]
- 1995 - 2 x 3 contes cruels éditions Rouleau Libre[23]
- 1996 - Litanie des mots du corps éditions Rouleau Libre
- 1998 - Le Moment que éditions CIPM / Spectres familiers[24]
- 1998 - L'Attente Æncrages & Co[25]
- 1998-1999 - Le Désordre des langages 1, 2 et 3 éditions Les Solitaires Intempestifs[26]
- 1999 - L'Adieu au rocher éditions Parole d'Aube
- 2000 - Litaniques éditions Gallimard / L'Arbalète[27]
- 2000 - L'Empierreuse éditions Harpo &[28]
- 2001 - Les Trois jours de la queue du dragon éditions Actes sud / Heyoka jeunesse [29]
- 2001 - Le Dos de la langue éditions Gallimard / L'Arbalète[30]
- 2001 - La Vie est courbe éditions Les Solitaires Intempestifs [31]
- 2001 - Vengeance tardive éditions Les Solitaires Intempestifs [32]
- 2001 - Le Théâtre est un théâtre éditions Harpo &[33]
- 2002 - Réponse à la question précédente éditions Les Solitaires Intempestifs [34]
- 2004 - 47 Autobiographies éditions Harpo &[35]
- 2004 - Quelques animaux de transport éditions Harpo &
- 2004 - Contre les bêtes éditions Harpo &[36], réédition La Ville brûle en 2012[37], édition de la traduction espagnole en 2018 aux éditions El Milagro (Mexique) et d'une version bilingue français-espagnol aux éditions Othello[38]). Contre les bêtes est le prologue à Description de l'omme
- 2008 - Description de l'omme - encyclopédie éditions Verticales[39], Prix des découvreurs 2010[9]
- 2008 - Lettre aux illettristes éditions Urdla Hurdle[40]
- 2013 - 22, Placards ! [41]livre recueillant 22 affiches réalisées en typographies[42] éditions Æncrages & Co, Prix des lycéens et des apprentis de la Région Île-de-France 2014[10]
- 2017 - Black is black éditions Plaine page[43]
- 2023 - Animaux de transport et de compagnie, 199, dessins de Wozniak, éditions Le Castor astral [44]

### Contributions
- 1992 - Réponses au répondeur in Pièces, Nouvelles scènes
- 1999 - Litanie du coup de la foudre et Litanie du désamour in Orphée stutdio : Poésie d'aujourd'hui à voix haute, préface André Velter, coll. Poésie, éditions Gallimard[45]
- 2000 - Le Cours de la langue in revue Poésie 2000 n° 83 - Voix de la folie, folie de la voix, éditions Maison de la Poésie
- 2003 - Pourquoi je suis solidaire du mouvement de défense des intermittents in Paroles intermittentes, Collectif dirigé par Bénédicte Brunet, collection Hors Scène, éditions Hors commerce[46]
- 2002 - Poèmes à dire : Une anthologie de poésie contemporaine francophone de Zéno Bianu, coll. Poésie, éditions Gallimard[47]
- 2008 - Neuf montrer voir in Les Monstres : dix pièces courtes, coll. Les Petites formes de la Comédie-Française, éditions L'Avant-Scène Théâtre[48]
- 2008 - États provisoires du poème, Tome VIII, La demeure et l'exil, coédition Théâtre National Populaire / Cheyne[49]
- 2019 - Le livre qui nous manque in Des écrivains à la Bibliothèque de la Sorbonne éditions Presses universitaires de la Sorbonne[50]
- 2023 - Épilogue. Contre les bêtes, tout contre. Journal. in La Ménagerie théâtrale Écrire, incarner, mettre en scène l’animal en France (XVIIIe-XXIe siècles), Dir. Ignacio Ramos-Gay, Études théâtrales n°6, éditions Classiques Garnier[51]

### Entretiens
- 2022 - « Sssss... Entretien avec Jacques Rebotier » in D’un lyrisme l’autre, La création entre poésie et musique au XXIe siècle, Dir. Laure Gauthier, Éditions MF[52]

## Œuvres musicales
Les œuvres de Jacques Rebotier ont été jouées en France et dans le monde par l'ensemble 2e2m, l'Ensemble intercontemporain, Aleph, Court-Circuit, l'Orchestre philharmonique de Radio France, l'Orchestre national d'Île-de-France, Contrechamps, Accroche-note, Ars nova, Les Jeunes Solistes et de nombreux solistes. En 1991, Jacques Rebotier a fait l'objet d'un concert-portrait : exposition, hommages, installations à l'Opéra Bastille. Il a reçu le Prix SACD 2010 catégorie musique.

### Solos
- 1986 -... 66 Brèves pour musiciens-parlants, Livres 1 et 2 (voir ci-dessous théâtre musical, opéra)
- 1986 - Soif d'aujourd'hui pour clarinette basse, créée par Jacques Di Donato
- 1987 - Todo bem pour voix dansée, créée par Margarita Schack. Cette pièce avec La Terre et son ombre forment le diptyque Brésils
- 1988 - D'ailleurs pour clarinette, créée par Sylvain Frydman
- 1989 - La Musique adoucit les sons pour contrebassiste-parlant créée par Frédéric Stochl. La version pour violoncelliste-parlant a été créée par Christophe Roy
- 1990 - La Terre et son ombre pour soprano, créée par Martine Viard. Cette pièce avec Todo bem forment le diptyque Brésils
- 1992 - Je préfère les fleurs pour voix, créée par Elise Caron. Autres versions : pour voix et orgue de Barbarie, version à deux voix
- 1993 - Trois Tremblements pour accordéon, créée par Pascal Contet
- 1996 - Hommage à Famuel Morfe pour orgue de Barbarie, créée par Pierre Charial
- 2003 - Nada pour bombarde basse et électronique, extrait de la musique de scène pour Le Jeu de la feuillée d'Adam de la Halle (voir Mises en scène), créée par Marc Duvernois au Théâtre du Vieux-Colombier (Paris)

### Musique de chambre
- 1987 - Accidents de discours pour soprano, clarinette, violoncelle, piano, percussion, tous récitants, sur des textes de Raymond Queneau, créée par l'Ensemble Aleph
- 1988 - P(l)ages pour récitant, flûte, clarinette, violoncelle, tambour de guerre, de sable et d'eau et électronique live créée par Michael Lonsdale et l'Ensemble 2E2M. Il existe une version sans électronique
- 1989 - 11 croquis de l'animal du temps pour récitant et contrebasse, sur des textes de Valère Novarina, créée par Frédéric Stochl et Jacques Rebotier
- 1989 - 3 chants brefs pour soprano, flûte, bandonéon, piano
- 1990 - Mélodrame de laine pour soprano et harpe créée par Martine Viard et Brigitte Sylvestre
- 1990 - Fragments d'un dictionnaire de musique à l'usage de ceux qui n'en n'ont pas besoin pour violon, pochette, violoncelle, clarinette, piano, santur, percussions, soprano et récitant, créée par l'Ensemble Sillages
- 1996 - De rien pour soprano, clarinette, tuba et contrebasse, créée par l'Ensemble Intercontemporain
- 2007 - La Paix ! pour violoncelle et clarinette basse, créée par Pierre Durieu et Didier Meu, Ensemble Court-circuit
- 2007 - Weiss ist beau pour clarinette, tuba et contrebasse, créée par l'Ensemble Intercontemporain
- 2014 - Vive l'Uro ! vive l'Urope ! pour quatuor à cordes et récitant, créée par le Quatuor A4&+ et Jacques Rebotier au Théâtre de Genneviliers
- 2017 - Chansons climatiques et sentimentales pour 2 violons, alto avec électronique, contrebasse et récitant, créée par Jacques Rebotier, Anne Le Pape, Apolline Kirklar, Séverine Morfin et Anne Gouraud au Théâtre Joliette-Minoterie (Marseille)

### Ensembles vocaux
- 1988 - Keno ko an pour 6 voix et petites percussions (jouées par les chanteurs), créée par les Jeunes solistes
- 1995 - Bonjour pour ensemble vocal parlé-chanté, créée par l'Ensemble vocal du Luxembourg, sous la direction de Pierre Cao ;
- Agnus dei pour 3 voix égales (S-MS-A), créée par la Maitrise de Colmar
- 2005 - Tapez 1 pour chœur, créée par Les Cris de Paris, sous la direction de Geoffroy Jourdain à la Cité de la musique (Paris) ;
- 2019 - Allo, j' m'entends ? pour 4 vocalistes et leurs smartphones, créée par le Quatuor Æsthesis

### Ensembles, orchestre
- 1985 - Le Bestiaire marin pour quatuor de flûtes, quatuor de saxophones, percussions, chœur et récitant
- 1987 - T'as qu'à pour ensemble de flûtes et chœur
- 1992 - Je te dis : rien pour orchestre et soprano, créée par Ars nova. Existe en version symphonique in Chants de ménage et d'amour
- 1992 - Miserere pour 7 voix, 3 clarinettes, 7 morts, chœur d'enfants, accordéon, cymbalum et soprano solo, créée par les Jeunes solistes, Françoise Kluber, Gaston Sylvestre, Pascal Contet, Rachid Safir
- 1993 - Requiem pour 7 voix, 7 clarinettes, 7 morts, chœur d'enfants, accordéon, cymbalum et soprano solo créée par les Jeunes solistes, Françoise Kluber, Gaston Sylvestre, Pascal Contet, Rachid Safir au Festival Musica (Strasbourg) [55]
- 1999 - Chants de ménage et d'amour pour orchestre symphonique, soprano et récitant, créée par le Nouvel Orchestre Philharmonique Radio-France et Élise Caron
- 2007 - Le Tombeau de Monsieur du dragon pour baryton et 6 clarinettes extrait de Les Trois Jours de la queue du dragon, opéra créée à l'amphithéâtre de l'Opéra Bastille (Paris)
- 2011 - R.A.S pour 2 violons, alto, violoncelle, contrebasse, clarinette et guitare électrique, créée par l'Ensemble Intercontemporain
- 2020 - ConcertO pour piano et orchestre symphonique, créée par Alexandre Tharaud et l'Orchestre de l'Opéra de Rouen à l'Opéra de Rouen

### Musique de scène
- 1989 - Vous qui habitez le temps pour trompette marine et monotube PVC, pour des textes de Valère Novarina, créée au Festival d'Avignon ;
- 1991 - Musique du commencement pour keckelphon/hautbois et traitement électronique pour des textes de Christian Prigent, créée par Raynald Pardot à Radio-France
- 1991 - Je suis pour 3 altos, pour des textes de Valère Novarina, créée au Festival d'Avignon
- 2002 - Arrêt de bus pour quatuor à cordes, pour des textes de Jacques Roubaud, créée au Théâtre des Bouffes du Nord

### Théâtre musical, opéra
mises en scène de Jacques Rebotier (sauf mention contraire)
- 1986 -... 66 Brèves pour musiciens-parlants, Livres 1 et 2 (voir ci-dessus solos)
- 1991 - La voix du tube[11] avec Elise Caron, Pierre Charial, Jacques Rebotier à La Manufacture (Colmar)
- 1991 - Mon noM pour 2 sopranos, 3 clarinettes, bandonéon, alto, contrebasse, mise en scène Mireille Laroche, créée à la Péniche Opéra
- 1991 - Concert-Portrait avec Elise Caron, Michael Lonsdale, Sylvain Frydman, Eve Payeur, Christophe Roy, Gaston Sylvestre, Gérard Buquet, Frédéric Stochl et Jacques Rebotier, mise en scène Mireille Laroche à l'Opéra Bastille (Paris)
- 1993 - Les Trois jours de la queue du dragon scène musicale pour baryton et 3 clarinettes, créée par l'Ensemble 2E2M
- 1999 - Zoo Muzique avec 18 musiciens-parlants, 1 danseur, 1 jongleur, créée par l'Ensemble 2E2M au Festival 38e Rugissants (Grenoble). Tournée et reprises (+ de 100 dates)
- 2001 - L'Indien des neiges pour ténor, voix d'enfants et 8 violoncelles, livret et mise en scène de Joël Jouanneau, créée à l'Opéra de Lyon ;
- 2008 - Les Trois jours de la queue du dragon scène musicale pour baryton et 3 clarinettes, créée par l'Ensemble 2E2M
- 2009 - L'Oreille droite spectacle pour pianiste-acteur, créée par Alexandre Tharaud au Théâtre Le Rideau (Bruxelles)
- 2009 - Vous avez la parole, vous avez ma parole ! pour clarinette, violoncelle, contrebasse, percussions, accordéon, voix, dispositif électronique, créée par l'Ensemble Court-circuit
- 2013 - Harriett meets Harold meets Juliette pour quatuor à cordes et tuba, tous parlants, créée par Maxime Morel et le Quatuor Tana
- 2014 - Mon Saumon a de la chance pour violoncelliste et contrebassiste acteurs, live et sons fixés, avec Charlotte Testu et Sarah Givelet au Théâtre Dunois (Paris)

### Poésie sonore, parlé-chanté
- 1980 - Musiciens, portraits pour voix live et voix fixée
- 1991 - Le Cours de la langue pour 1, 2, ou 3 voix, publié dans Le Dos de la langue (Gallimard, 2001) et créé au Centre Pompidou (Paris)
- 2000 - Litanie de la vie j'ai rien compris pour 1 ou 2 voix, publié dans Litaniques (Gallimard, 2000), créé par Elise Caron et Jacques Rebotier
- 2001 - 12 essais d'insolitude (ou Scènes de ménage) pour 1, 2 ou 3 voix, publié dans Le Dos de la langue (Gallimard, 2001), créé par Elise Caron et Jacques Rebotier
- 2012 - 47 Autobiographies pour voix et traitement électronique live, publié aux éditions Harpo &, créé par Jacques Rebotier

### CD - DVD
- 1994 - CD P(l)ages Adès / MFA, distribution Musidisc
- 1996 - CD Requiem Radio-France / MFA, distribution Harmonia Mundi
- 1997 - CD Hommage à Famuel Morfe voQue / Le Quartz
- 1997 - CD Sur mon cœur, sans mes mains, sous mes pieds, plus si affinité, Radio-France / Les poétiques
- 2004 - CD L'Indien Neige Nocturne Soupir, distribution Nocturne
- 2010 - DVD Depuis 176 heures déjà no-ma-d-e studio / Vouïr

## Œuvres en ligne
- in progress - Chaque Rebotier, duo Jacques Rebotier et Élise Caron, voir les vidéos
- in progress - Le Théâtre des questions, participez à la lutte contre le DMI (Déficit Mondial Interrogatif), lire l'article de Jacques Rebotier Le Théâtre des questions : une utopie théâtre (revue de l'Observatoire des politiques culturelles, été 2011)
- in progress - Les Nouvelles aventure de John HB Oxymoron, voir le blog
- in progress - Brèves pour musiciens-parlants, voir les vidéos des interprétations des Brèves de Jacques Rebotier, voir les vidéos
- 2020 - Re-bo-tier con-fi-né, 57 épisodes d'une série loufoque et poétique pour cerveaux confinés, voir les vidéos
- 2021 - Animaux de transport et de compagnie, collection poétique animalière en 8 épisodes, une commande de Poema et du Museum-Aquarium de Nancy, voir les vidéos